# 48434 Максбекманн
48434 Максбекманн (48434 Maxbeckmann) — астероїд головного поясу, відкритий 23 жовтня 1989 року.
Тіссеранів параметр щодо Юпітера — 3,381.